# Alingsås (gemeente)
Alingsås is een Zweedse gemeente in Västergötland. De gemeente behoort tot de provincie Västra Götalands län. Ze heeft een totale oppervlakte van 554,6 km² en telde 35.761 inwoners in 2004. De stad zelf heeft 22.870 inwoners. In de gemeente is er een bevolkingsdichtheid van 75 inwoners per km2.
Sinds 1 januari 2005 behoort de gemeente bij de regio 'Groot-Göteborg'. Tot de gemeente Alingsås behoren onder andere de plaatsen Alingsås, Ingared en Västra Bodarna.

## Plaatsen
- Alingsås (stad)
- Sollebrunn
- Ingared
- Västra Bodarna
- Gräfsnäs
- Stora Mellby
- Norsesund
- Hjälmared (Västergötland)
- Lövekulle
- Långared
- Magra
- Närsbo
- Edsås en deel van Skaftared
- Ödenäs
- Lo (Zweden)
- Hemsjö (Västergötland)
- Lycke
- Lövhult
- Simmenäs
- Edshult, Hulskog, Lida en Bäck
- Nolhagen
- Saxebäcken
- Brogärde
- Bälinge en Olstorp
- Gendalen